# Mick Harvey
Pour les articles homonymes, voir Harvey.
Michael John Harvey, connu sous le nom de Mick Harvey, né le 29 août 1958 à Rochester (Australie), est un musicien rock australien. Musicien multi-instrumentiste, compositeur, arrangeur, producteur et chanteur, il est surtout célèbre pour sa collaboration avec son compatriote Nick Cave, qu'il a accompagné jusqu'en janvier 2009. Il a aussi sorti plusieurs albums en solo et collaboré à plusieurs bandes originales de films.

## Carrière
En 1973, à l'école secondaire Caulfield, Mick Harvey fait la connaissance de Nick Cave, Tracy Pew et Phill Calvert, avec lesquels il monte son premier groupe, The Boys Next Door, dont il coécrit la chanson The nightwatchman, et qui deviendra The Birthday Party, en 1978. À la fin des années 1970, le groupe, partie prenante de la scène post-punk locale, donne de très nombreux concerts dans toute l'Australie avant de changer de nom en 1980 pour devenir The Birthday Party et de s'installer en Europe cette année-là, d'abord à Londres, puis à Berlin-Ouest. Il écrit ou compose également plusieurs chansons pour le groupe - Just You and Me, Wildworld, Mutiny in heaven, Fears of Gun entre autres - et y tient le rôle de batteur, claviériste, bassiste ou guitariste et en 1983, The Birthday Party se sépare à Berlin. Nick Cave et Mick Harvey forment alors Nick Cave & The Bad Seeds avec Blixa Bargeld, musicien de Einstürzende Neubauten, Anita Lane, le bassiste Barry Adamson du groupe Magazine et le guitariste Hugo Race. Ils enregistrent From Her To Eternity en 1984, premier album de la formation. Par la suite, la composition du groupe évoluera. Mick Harvey a été pianiste et compositeur du morceau fétiche des Bad Seeds, The Mercy Seat, écrit à Berlin et joué à l'occasion de la quasi-totalité des concerts qu'il a donnés depuis 1988.
L’album Dirty Pearl est une compilation de collaborations entre Anita Lane et Mick Harvey, producteur et compositeur des musiques de trois titres (Jesus Almost Got Me, The Groovy Guru, The World's A Girl). En janvier 2009, pour « de nombreuses raisons personnelles et professionnelles », Mick Harvey décide de quitter les Bad Seeds.. De 1985 à 1990, il a fait partie de Crime and the City Solution, puis a publié en solo, dans les années 1990, deux albums d'adaptations en anglais de chansons de Serge Gainsbourg : Intoxicated Man et Pink Elephants. Anita Lane participe aux deux albums de reprises de Serge Gainsbourg produits et interprétés par Mick Harvey : Intoxicated Man en 1995 et Pink Elephants en 1997. Mick Harvey coécrit plusieurs chansons de l'album, dont le single The World’s a Girl, puis à l'album Sex O'Clock, en 2001.
Mick a contribué en tant que musicien, arrangeur ou coproducteur des albums To Bring You My Love, Is This Desire?, Stories from the City, Stories from the Sea et Let England Shake de PJ Harvey. Il apparaît sur un titre de l’album Dance Hall at Louse Point de PJ Harvey et John Parish, en 1996. Il n'a aucun lien de parenté avec la chanteuse britannique. En 2006, il participe au concert Hommage à Serge Gainsbourg (il interprète Intoxicated Man en anglais et en français) dans le cadre du 6ème Festival C’est dans la Vallée au Temple Réformé de Sainte-Marie-aux-Mines en compagnie de Jane Birkin, Rodolphe Burger, Jacques Higelin, Fred Poulet et Daniel Darc et subséquemment au disque qui en est tiré par Burger et Meteor Band.
En 2007, sa reprise de la chanson de Mano Negra, Out of Time Man, apparait dans le premier épisode de la série télévisée américaine Breaking Bad. L'album Delirium Tremens, troisième album d'adaptations en anglais de chansons de Serge Gainsbourg ; sorti le 24 juin 2016 : enregistré à Melbourne aux studios Birdland, neuf chansons ont été enregistrées à Berlin, en collaboration avec Toby Dammit, qui a travaillé avec The Stooges et le collectif The Residents, et Bertrand Burgalat, fondateur du label Tricatel, qui avait déjà fait les arrangements des instruments à cordes des deux premiers volumes. En 2009, il quitte le groupe des Bad Seeds parce qu'il n'a plus totalement foi en leur travail. En 2014 sort Ministry of Wolves, album basé sur les contes des Frères Grimm et le travail de Anne Sexton, prix Pulitzer pour Transformations en 1971.

## The Wallbangers
En 2007 sort l’EP de 4 titres par le groupe retro rock The Wallbangers sur un label espagnol, Bang! Records, comprenant des chansons que Mick a écrites seul ou en collaboration avec Tex Perkins, chanteur des Beasts of Bourbon. Au sein de ce groupe, Mick Harvey chante et tient le rôle de guitariste. Il est également batteur sous le pseudonyme de « Rocky Features », et bassiste sous le pseudonyme de Rod Bottoms. Rocky Features est un pseudonyme qui date des sessions d’enregistrement de Honeymoon in Red en 1982.

## Discographie

### Albums studio
- 1995 : Intoxicated Man
- 1997 : Pink Elephants
- 2005 : One Man's Treasure
- 2007 : Two of Diamonds
- 2011 : Sketches from the Book of the Dead
- 2013 : Four (Acts of Love)
- 2016 : Delirium Tremens
- 2017 : Intoxicated Women
- 2024 : Five Ways to Say Goodbye

### Collaborations
avec Christopher Richard Barker
- 2018 : The Fall and Rise of Edgar Bourchier and the Horrors of War

avec Amanda Acevedo
- 2023 : Phantasmagoria in Blue
- 2025 : Golden Mirrors: The Uncovered Sessions Vol. 1

### Bandes originales de films
- 1988 : Ghosts… of the Civil Dead, film australien de John Hillcoat
- 1993 : Alta Marea & Vaterland, compilation des compositions pour un film italien de Lucian Segura et un film allemand de Uli M. Schuppel (sept titres en collaboration avec Alexander Hacke)
- 1996 : To Have And To Hold, film australien de John Hillcoat  (en collaboration avec Blixa Bargeld et Nick Cave)
- 1999 : And The Ass Saw The Angel  (en collaboration avec Blixa Bargeld et Nick Cave)
- 2000 : Chopper, film australien d'Andrew Dominik
- 2003 : Australian Rules, film australien de Paul Goldman
- 2006 : Suburban Mayhem
- 2006 : Deliver Us from Evil
- 2006 : Motion Picture Music
- 2019 : Waves of Anzac / The Journey